# Schlacht bei Schliengen
1792

Porrentruy – Marquain – Quiévrain – Verdun – Thionville – Valmy – Lille – Mainz (1792) – Jemappes
1793

Aldenhoven I – Namur – Neerwinden – Mainz (1793) – Famars – Valenciennes (1793) – Arlon (1793) – Hondschoote – Meribel – Avesnes-le-Sec – Pirmasens – Toulon – Fontenay-le-Comte – Cholet – Lucon – Trouillas – Dünkirchen – Le Quesnoy – Menin I – Wattignies – Weißenburg I – Biesingen – Kaiserslautern I – Weißenburg II
1794

Boulou – Landrecis – Menin II – Mouscron – Martinique – Guadeloupe – Tourcoing – Tournai – Kaiserslautern II – San-Lorenzo de la Muga – 13. Prairial – Fleurus – Kaiserslautern III – Vosges – Aldenhoven II
1795

Cornwallis’ Rückzug – Genua – Groix – Hyeres – Handschuhsheim – Mainz (1795) – Mannheim – Loano
1796

Montenotte – Millesimo – Dego – Mondovì – Lodi – Borghetto – Castiglione – Mantua – Siegburg – Altenkirchen – Wetzlar – Kircheib – Kehl – Kalteiche – Friedberg  – Malsch – Neresheim – Sulzbach – Deining – Amberg – Würzburg – Neufundland – Rovereto – Bassano – Limburg – Biberach I – Emmendingen – Schliengen – Caldiero – Arcole – Irland
1797

Fall von Kehl – Rivoli (1797) – St. Vincent – Diersheim – Santa Cruz – Neuwied – Camperduin
Die Schlacht bei Schliengen war eine Schlacht des Ersten Koalitionskrieges, in der sich die Armeen Österreichs und der französischen Republik gegenüberstanden. Sie fand am 24. Oktober 1796 im Markgräflerland zwischen Basel und Freiburg im Breisgau statt. Das Kampffeld erstreckte sich auf Schliengen (mit seinen heutigen Ortsteilen Mauchen, Liel, Obereggenen, Niedereggenen), Steinenstadt, Sitzenkirch und Kandern.

## Die politische und militärische Lage 1796

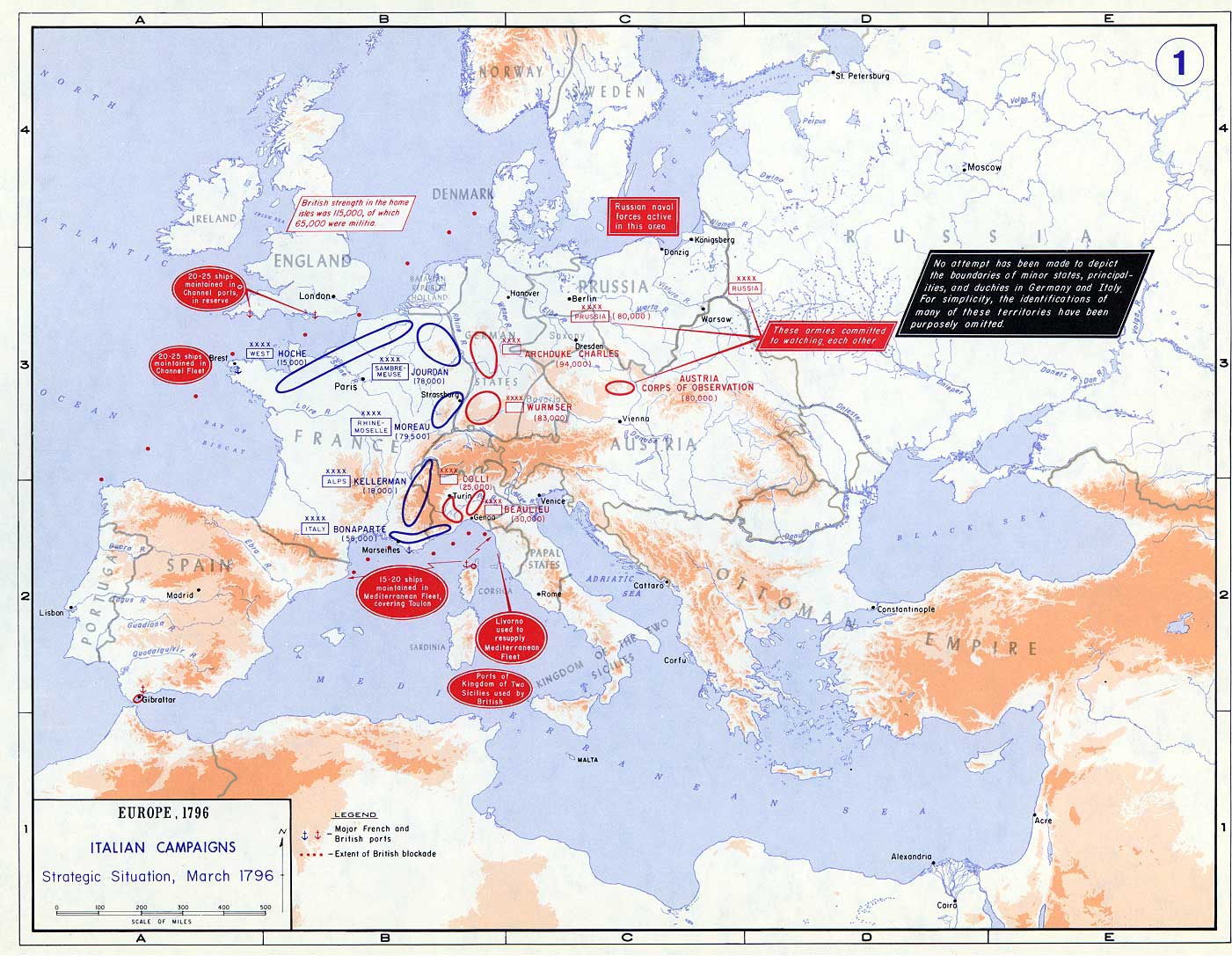
Strategische Lage 1796

### Die militärische Großwetterlage
Der Feldzug 1796 war Teil des ersten Koalitionskrieges zwischen der französischen Republik und einer Koalition europäischer Mächte in wechselnder Zusammensetzung. Nachdem mit dem Frieden von Basel 1795 Preußen und Spanien aus der Koalition ausschieden und die meisten deutschen Staaten aus Nord- und Mitteldeutschland sich Preußen anschlossen, kämpften im Feldzug 1796 eigentlich nur Frankreich und Österreich. Frankreich eröffnete den Feldzug am 31. Mai mit der Rheinüberquerung von Verbänden der Sambre- und Maas-Armee unter Jean-Baptiste Jourdan. Am 23. Juni folgte Jean-Victor Moreau mit der Armée de Rhin-et-Moselle. Beide Verbände stießen weit in Süddeutschland vor. Moreau stand bereits vor München, als er von der Niederlage Jourdans in der Schlacht bei Amberg vom 24. August hörte. Jourdan zog sich nach Würzburg und nach einer weiteren Niederlage nach Düsseldorf zurück. Moreau befürchtete nun zwischen den beiden österreichischen Armeen unter Latour und dem Erzherzog Karl eingeschlossen und von Frankreich abgeschnitten zu werden. Er begann nun seinen Rückzug.

### Die politische Situation der Markgrafschaft Baden im Oktober 1796
Bereits 1795 gab es im Geheimrat der Markgrafschaft Baden Überlegungen, mit der französischen Republik direkt in Friedensverhandlungen einzutreten und nicht mehr auf eine Lösung durch das Reich zu vertrauen, da die kaiserlichen und Reichstruppen nicht in der Lage waren, das Land zu schützen und zudem die Gefahr eines republikanischen Volksaufstandes in Baden größer wurde. Nach den Erfolgen der österreichischen Armee im Oktober 1795 wurde diese Politik jedoch zunächst nicht weiter verfolgt. Nachdem der 1795 geschlossene Waffenstillstand abgelaufen war, setzte am 23. und 24. Juni 1796 General Moreau mit seiner Armee bei Kehl über den Rhein und besetzte sofort große Teile der Markgrafschaft. Markgraf Karl Friedrich flüchtete erneut in das preußische Exil nach Schloss Triesdorf bei Ansbach. Nachdem Erzherzog Karl trotz eines Teilerfolgs in der Schlacht bei Malsch die Rheinebene den französischen Truppen überlassen hatte und gleichzeitig die in Mainfranken stehende kaiserliche Armee unter Graf von Wartensleben sich von der französischen Armee unter Jean-Baptiste Jourdan nach Osten absetzte, war Südwestdeutschland von zwei französischen Armeen umklammert. Sowohl Baden als auch Württemberg suchten den Frieden mit der französischen Republik, um einerseits weiteren Schaden von ihren Ländern abzuwenden und andererseits, um von den bekannten Plänen der Franzosen zur Neuordnung im deutschen Südwesten zu profitieren. Diese wollten die deutschen Fürsten für ihre linksrheinischen Gebietsverluste zu Lasten der geistlichen Territorien entschädigen. Zwischen Württemberg, Bayern und Baden setzte nun auch ein Wettbewerb um die beste Entschädigung ein. Der badische Diplomat Sigismund von Reitzenstein wurde mit Waffenstillstandsverhandlungen beauftragt. Durch Bestechung französischer Vertreter wie des Generals Reynier gelang es Reitzenstein, die harten Waffenstillstandsbedingungen etwas zu mildern. Am 3. August 1796 unterzeichnete Markgraf Karl-Friedrich die Waffenstillstandsurkunde, die Reitzenstein bereits am 24. Juli abgeschlossen hatte und erteilte Reitzenstein den Auftrag, die Friedensverhandlungen zu führen.
Erzherzog Karl ließ nach Bekanntwerden des Waffenstillstands am 29. Juli bei Biberach an der Riß die bei ihm befindlichen badischen und württembergischen Truppen entwaffnen und schickte sie heim.
Am 22. August 1796 schloss Baden – wie zuvor Württemberg – einen Separatfrieden mit Frankreich – allerdings zögerte der Markgraf die Ratifikation des Vertrages hinaus.
Im Oktober 1796 befand sich damit die Markgrafschaft Baden zwischen allen Stühlen und die Armeen bewegten sich auf das badische Oberland zu. Es kümmerte keine der Kriegsparteien, dass die am 24. Oktober im Kampfgebiet liegenden Gemeinden der Markgrafschaft (Kandern; Sitzenkirch; Obereggenen; Untereggenen) eigentlich neutrales Gebiet waren.

### Die politische Situation des Hochstifts Basel 1796
Das Bistum Basel hatte bereits 1789 alle Einkünfte aus seinem elsässischen Diözesangebiet verloren und 1790 ging auch die geistliche Oberhoheit im Elsass an das von der französischen Nationalversammlung begründete Bistum Colmar. Im April 1792 besetzten dann französische Truppen die im Hochstift Basel gelegenen Jura-Pässe und im August 1792 wurden alle linksrheinischen Reichsgebiete des Hochstifts durch Frankreich besetzt. Erst im Dezember folgte die offizielle Kriegserklärung an das Hochstift und am 17. Dezember 1792 wurde in den linksrheinischen Reichsgebieten des Hochstifts die Raurakische Republik gegründet. Seit der Flucht des Fürstbischofs Sigismund von Roggenbach aus seiner Hauptstadt Pruntrut im April 1792 wurde das Hochstift bereits als untergegangen betrachtet. Vor der Schlacht bei Schliengen stellte die rechtsrheinische Landvogtei Schliengen noch das sicherste Gebiet des Hochstifts dar, da im Südjura bereits Unruhe ausgebrochen war. Die Politik des Fürstbischofs und des Domkapitels schwankte immer wieder zwischen dem Wunsch zum Anschluss an die Eidgenossenschaft und der Reichstreue, d. h. die Hoffnung, der Kaiser werde das Hochstift schon noch retten. Für die französischen Truppen waren die am 24. Oktober 1796 auf dem Kampffeld liegenden Gemeinden (Steinenstadt, Schliengen, Mauchen) der baselschen Landvogtei Schliengen ebenso Feindesland wie die vorderösterreichische Gemeinde Liel.

## Truppenbewegungen Mitte Oktober

### Die Schlacht bei Emmendingen
Am 19. Oktober 1796 versuchte Moreau nochmals einen völligen Rückzug nach Frankreich zu vermeiden und rechtsrheinisch eine größere Operationsbasis für die Fortsetzung der Kämpfe im nächsten Jahr zu behalten. Auf einer Linie Riegel, Emmendingen, Waldkirch stand er den Verbänden von Erzherzog Karl gegenüber, sein rechter Flügel unter General Ferino erstreckte sich bis in das Tal von Sankt Peter und deckte die Schwarzwaldpässe gegen die nachrückenden österreichischen Truppen unter Fröhlich und Nauendorf. Nach verlorener Schlacht zog sich Moreau hinter die Dreisam zurück. Seinen General Desaix sandte er über Breisach auf der linken Rheinseite mit 2 Divisionen nach Kehl zurück. Die Erwartung, dass daraufhin auch der Erzherzog eine namhafte Anzahl Truppen nach Kehl zurückbeordern würde, ging jedoch nicht in Erfüllung, so dass Moreau für die folgenden Kämpfe in eine schwächere Position geriet. Saint-Cyr konnte Freiburg gerade solange halten, bis das Corps Ferino sich aus dem Schwarzwald mit dem Hauptverband von Moreau vereinigt hatte. Die vereinigten französischen Verbände zogen sich nun weiter nach Süden zurück, um am 22. Oktober eine vorteilhafte Stellung bei Schliengen zu beziehen.

### Der Rückzug am Hochrhein
Während Moreau den Schwarzwald überquerte und über das Höllental die Oberrheinebene erreichte, zogen drei Divisionen mit dem Tross und den Gefangenen über das Hochrhein- und Wiesental zum Hüninger Brückenkopf.
Am 6. Oktober erreichten die ersten Verbände Waldshut. Die zerlumpten und ausgehungerten Soldaten plünderten die Ortschaften und zündeten nebst allen Brücken auch viele Häuser an. Am 21. Oktober erreichten sie Steinen. Am 22. wurden sie bei Zell und am 23. bei Wehr und Schwörstadt in kleineren Gefechten von österreichischen Verbänden geschlagen.

## Die Schlacht

### Die Ausgangsstellungen
Die von Moreau gewählte Stellung lehnte sich links an den Rhein (bei Steinenstadt) und zog sich über die Anhöhe südlich Schliengen (Schliengemer Berg) nach Liel und von Feuerbach auf die Höhen nordwestlich von Sitzenkirch (Johannisbreite und Schloss Bürgeln). Der linke Flügel und das Zentrum bei Steinenstadt, Schliengen und Liel standen unter dem Befehl von General Saint-Cyr. Der rechte Flügel bei Feuerbach/Sitzenkirch wurde von General Ferino befehligt.
Erzherzog Karl brachte seine Verbände am 23. Oktober in Stellung, wobei feindlichen Vorposten aus Feldberg und vom Schloss Bürgeln vertrieben wurden. In der Dunkelheit wurden für den kommenden Tag drei Kolonnen gebildet. Der Prince de Condé wurde auf dem rechten Flügel gegen Steinenstadt positioniert. Das Zentrum bei Mauchen und Schliengen kommandierte Karl Aloys zu Fürstenberg und bei Liel und im Eggenertal waren die Truppen von Maximilian Baillet von Latour aufgestellt. Den linken Flügel bei Sitzenkirch leitete Friedrich August von Nauendorf.

### Der Kampfverlauf
Am 24. Oktober um 7 Uhr eröffnet die österreichische Armee den Kampf mit einem Angriff des Condéeschen Corps auf Steinenstadt, das auch eingenommen wird. Im weiteren Tagesverlauf bindet das Corps die französischen Truppen auf diesem Flügel. Im Zentrum greift Fürstenberg an und nimmt Mauchen ein. Auch sein Corps unternimmt während des Tages keine ernsthaften Anstrengungen, die starken Stellungen des Gegners zu erobern, sondern beschränkt sich darauf, diese durch Scheinangriffe zu binden. Das Corps von Latour nimmt Ober- und Untereggenen ein und beschränkt sich auch auf Scheingefechte, da es seine eigene Artillerie in dem vom Regen aufgeweichten Gelände nicht nachführen kann. Auf dem linken Flügel der österreichischen Armee greifen die französischen Verbände von General Ferino an, können aber von der vierten Kolonne der österreichischen Armee unter General Nauendorf letztlich aus Sitzenkirch und Kandern vertrieben werden. Dunkelheit und Nebel hindern die Österreicher, über das Kandertal in den Rücken der französischen Armee zu gelangen.

### Bewegungen nach Schlacht
Moreau zieht sich noch in der Nacht aus seiner Stellung auf dem Schliengemer Berg zurück und bezieht am 25. Oktober Stellung bei Haltingen. Der Erzherzog sendet am 25. Oktober nur seine Vorhut bis Binzen nach und folgt mit der Hauptmacht erst am 26. Oktober und bezieht Stellungen zwischen Mappach und Efringen. Derweil kann sich Moreau im Schutze des Hüninger Brückenkopfes ungestört über den Rhein zurückziehen.
Die österreichischen Verbände unter General Wolf, die in den Tälern des Hochrheins und der Wiese die französischen Truppen unter Brigadegeneral Jean Victor Tharreau zurückdrängen, kommen ebenfalls nicht entscheidend voran und können den Rheinübergang nicht blockieren. Tharreau hält die Höhen nordwestlich von Lörrach und zieht erst ab, als Moreaus Hauptmacht in Sicherheit ist.

## Die Generäle

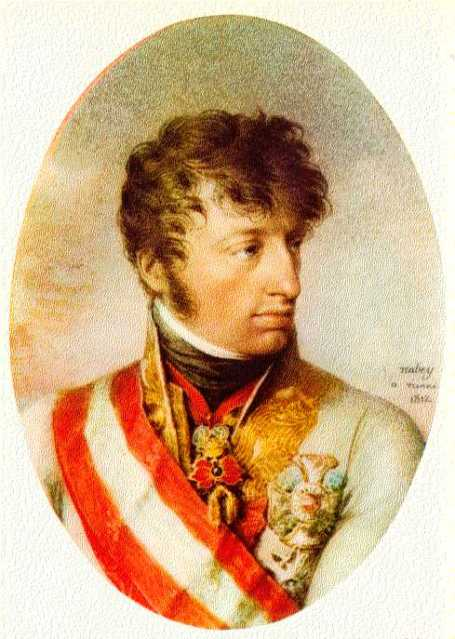
Erzherzog Karl
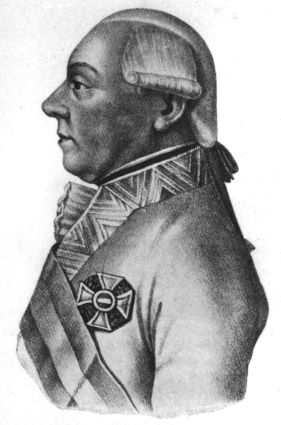
Maximilian Baillet von Latour
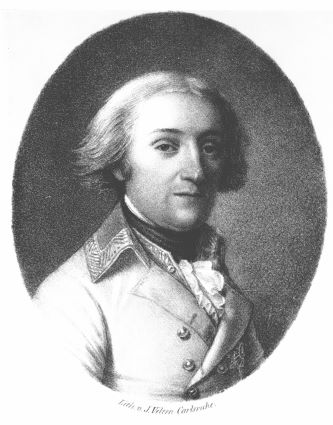
Karl Aloys zu Fürstenberg
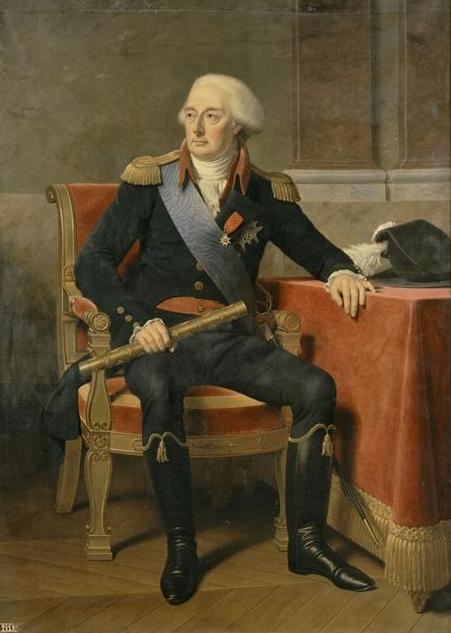
Prince de Condé

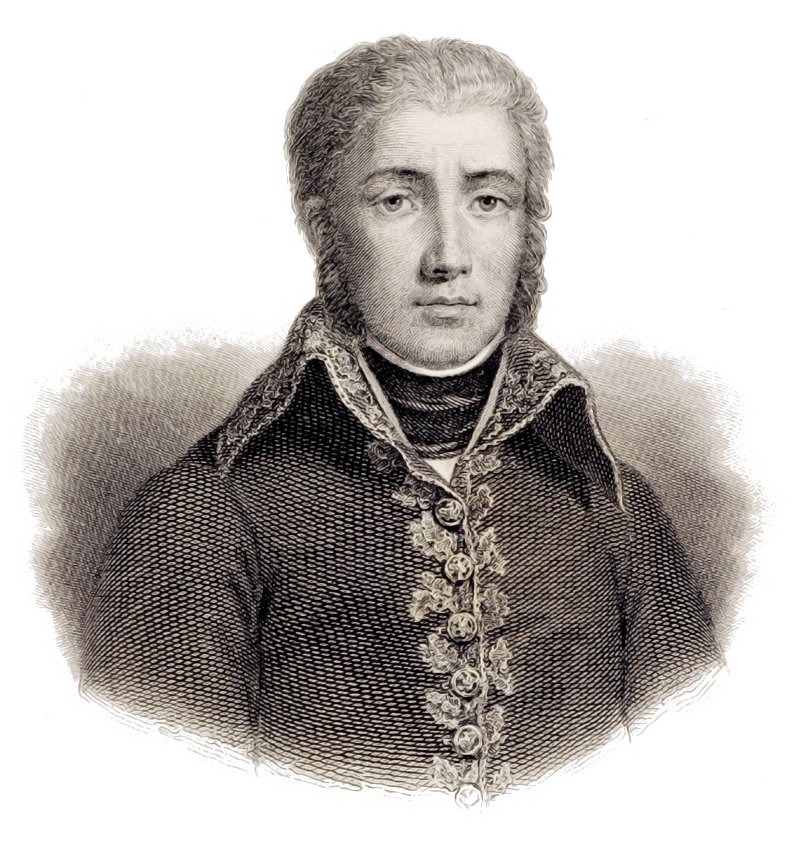
Jean-Victor Moreau
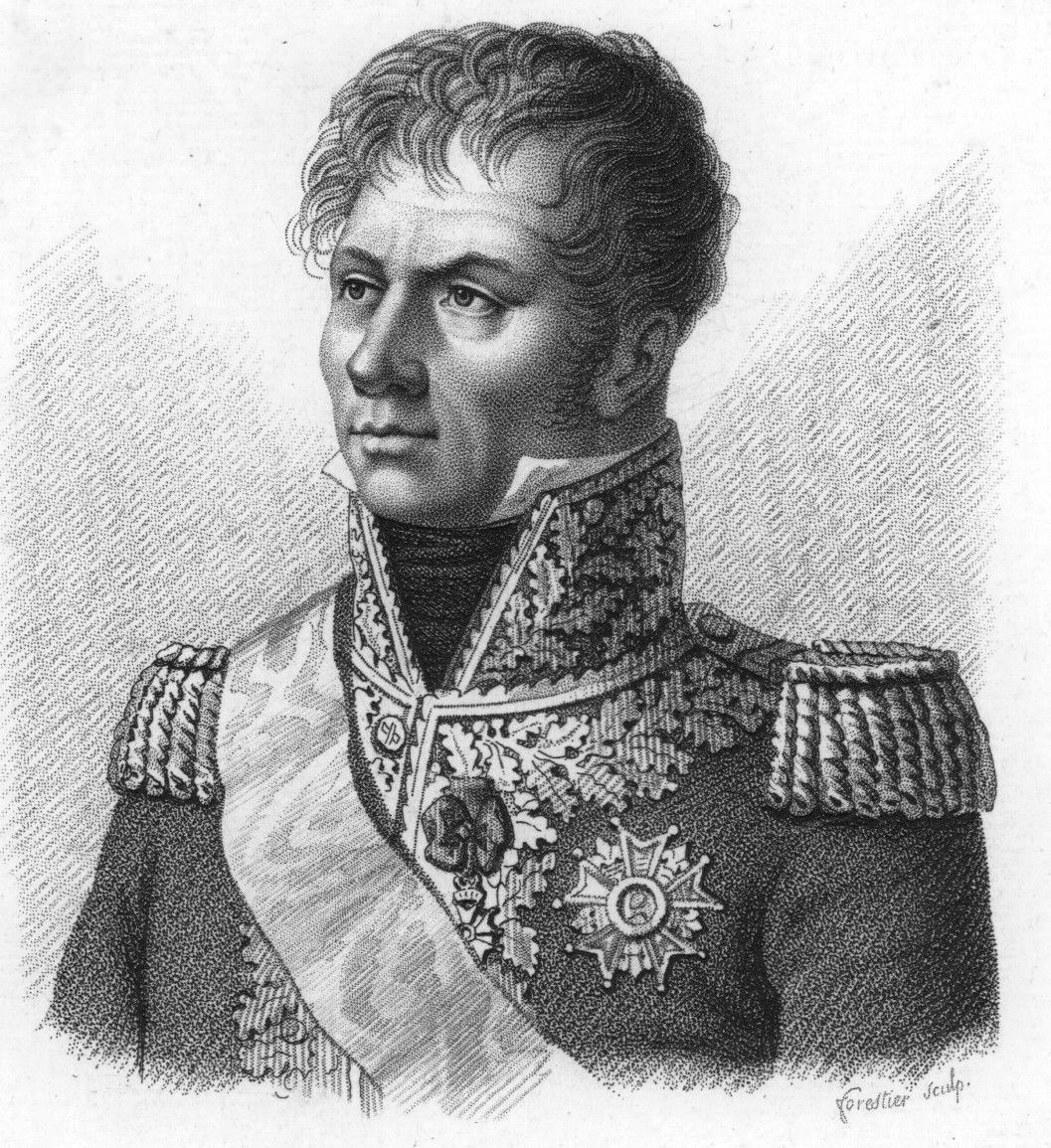
Laurent de Gouvion Saint-Cyr
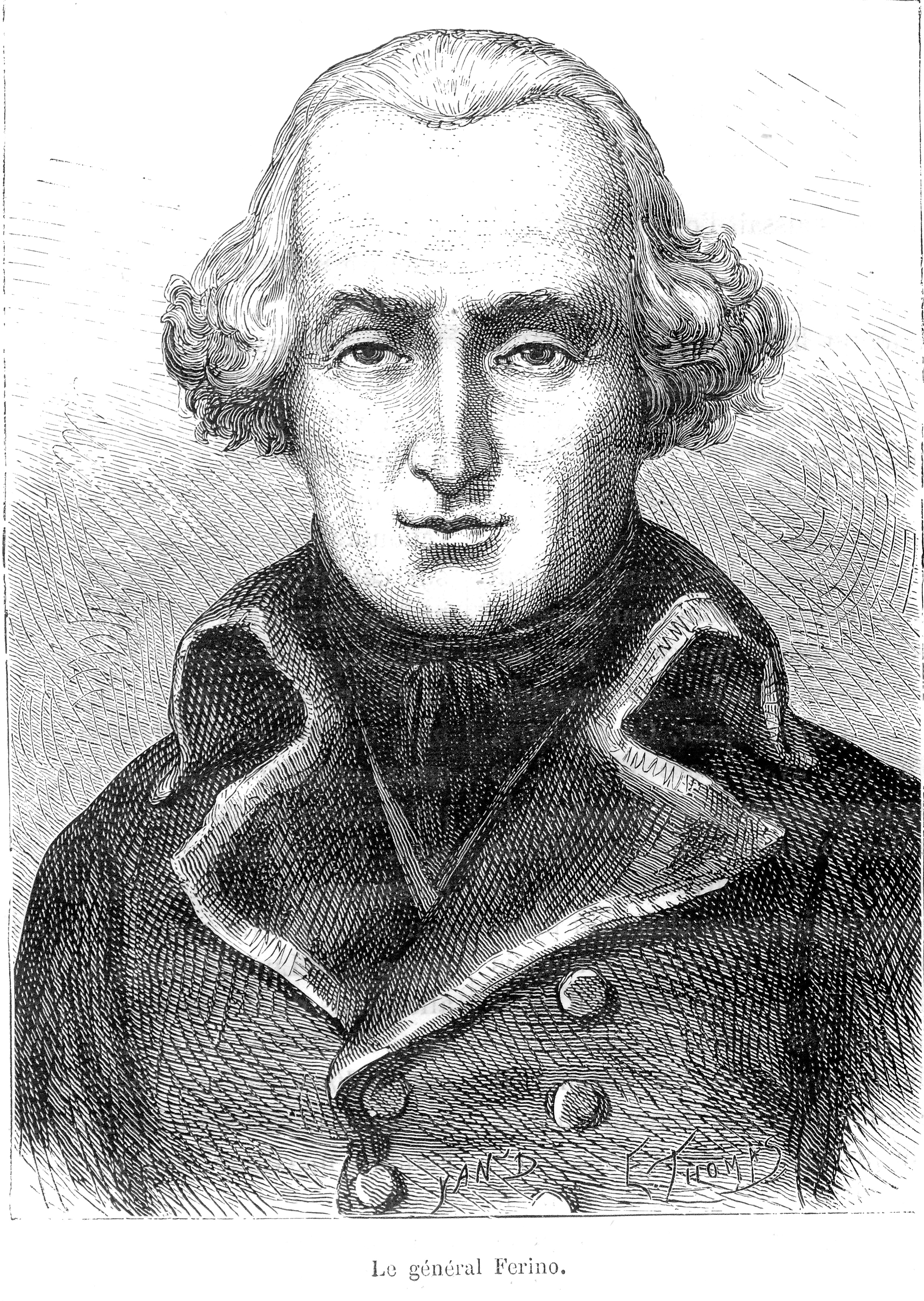
Pierre Marie Barthélemy Ferino
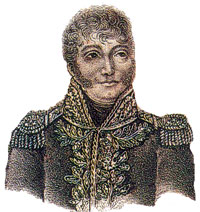
Jean Victor Tharreau

## Folgen der Schlacht bei Schliengen

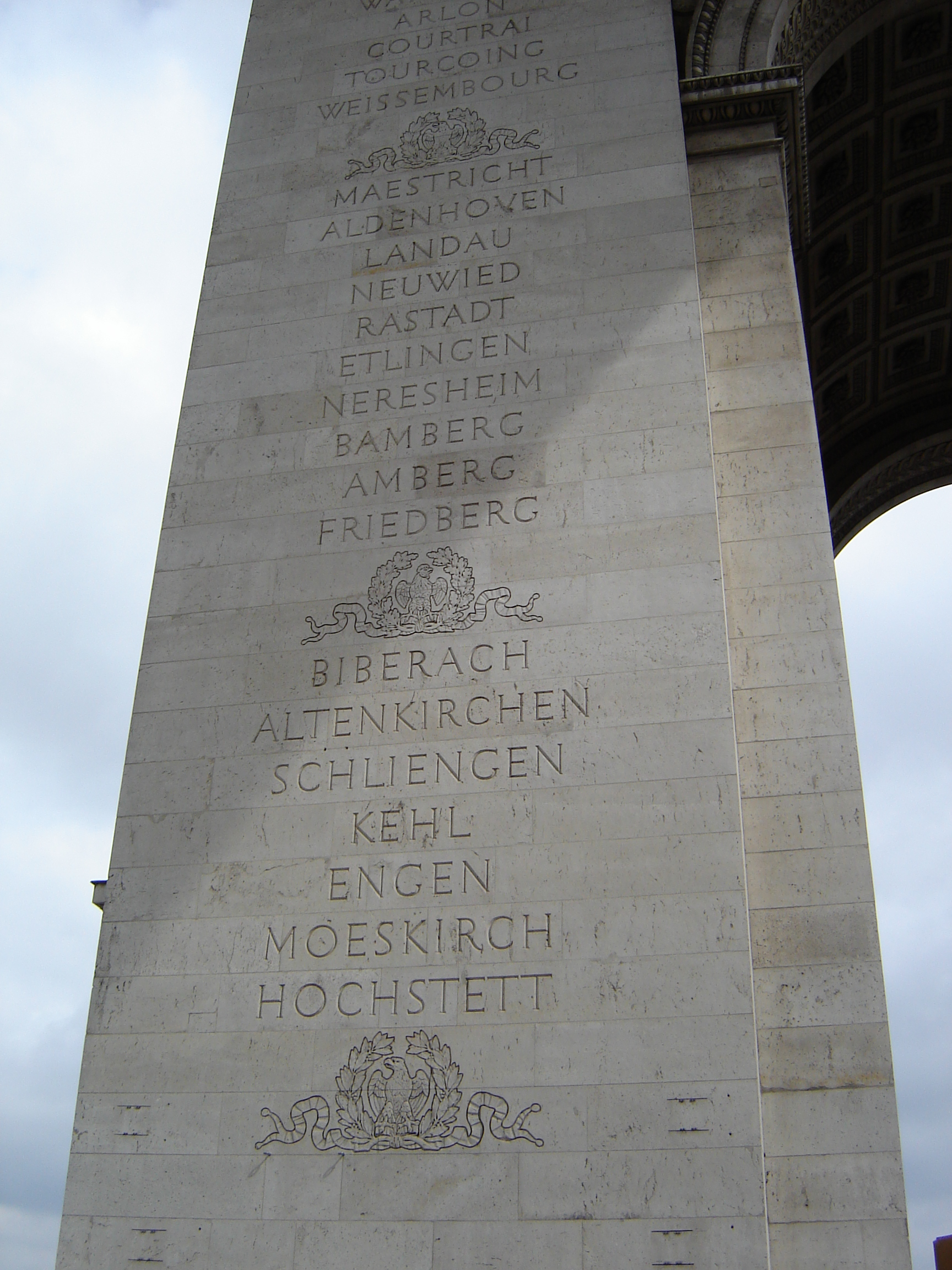
Schlacht bei Schliengen auf dem Arc de Triomphe

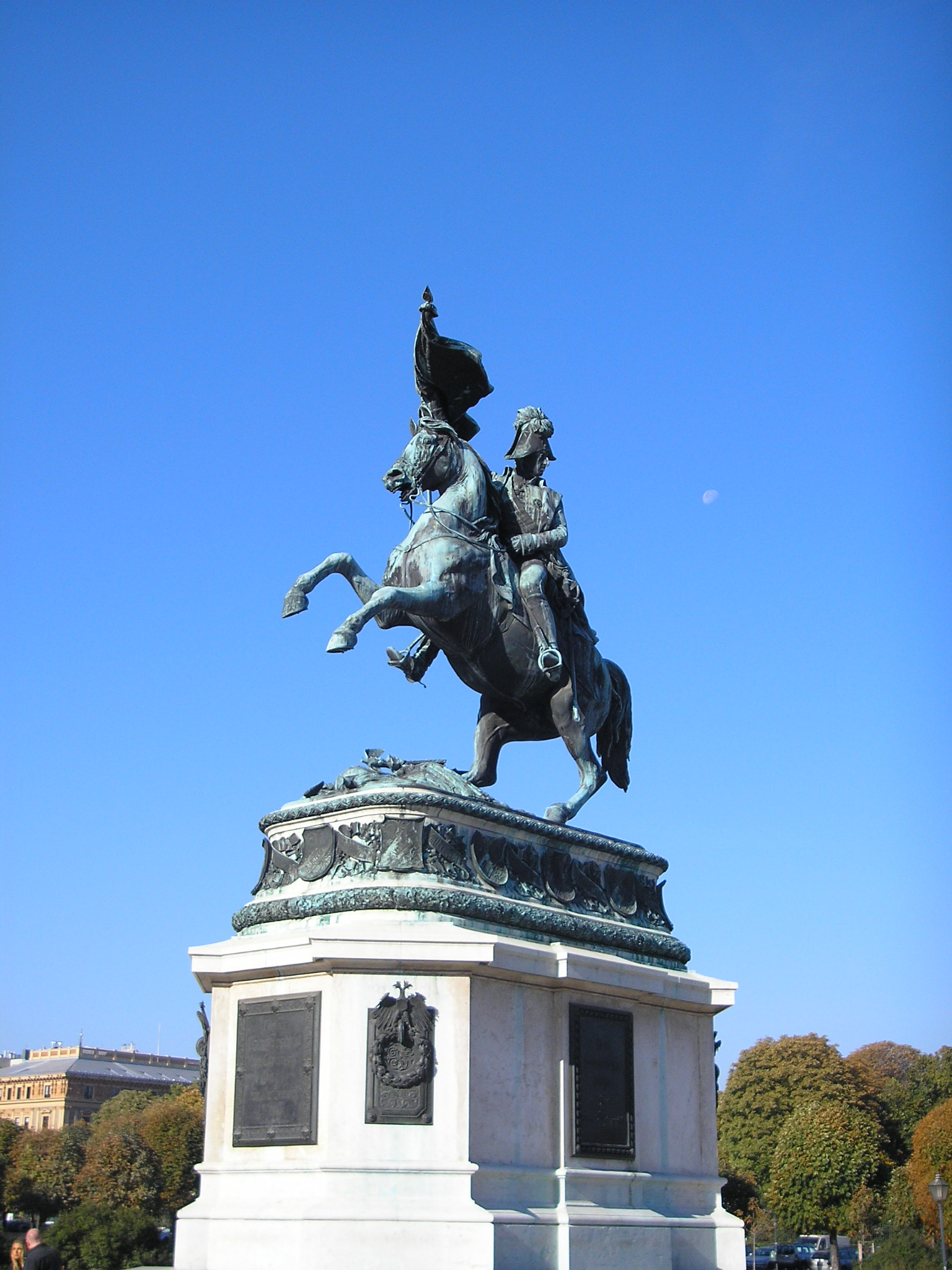
Erzherzog-Karl-Reiterdenkmal auf dem Heldenplatz in Wien.

General Moreau zog sich mit dem Hauptteil seiner Truppen bei Hüningen über den Rhein in das Elsass zurück und hielt nur noch die Brückenköpfe bei Hüningen und Kehl. Dies kann als Erfolg des Erzherzogs Karl und seiner Truppen gesehen werden. Es ist aber gleichzeitig auch ein Erfolg von Moreau, dass es ihm gelungen ist, seine Armee ohne massive Verluste wieder nach Frankreich heim zu führen, während Erzherzog Karl sein Ziel verfehlte, die französische Armee auf der rechten Rheinseite einzuschließen und zu vernichten. So findet sich die Schlacht bei Schliengen sowohl auf dem Pariser Triumphbogen als auch auf dem Sockel des Denkmals für Erzherzog Karl in Wien – alle Feldherren siegen in ihrer eigenen Geschichtsschreibung.
Die der Schlacht folgenden Belagerungen der Brückenköpfe von Kehl und Hüningen haben starke österreichische Truppenverbände gebunden, die bei dem entscheidenden Kampf im Italienfeldzug um die Festung Mantua fehlten.

### Belagerung und Einnahme des Kehler Brückenkopfes

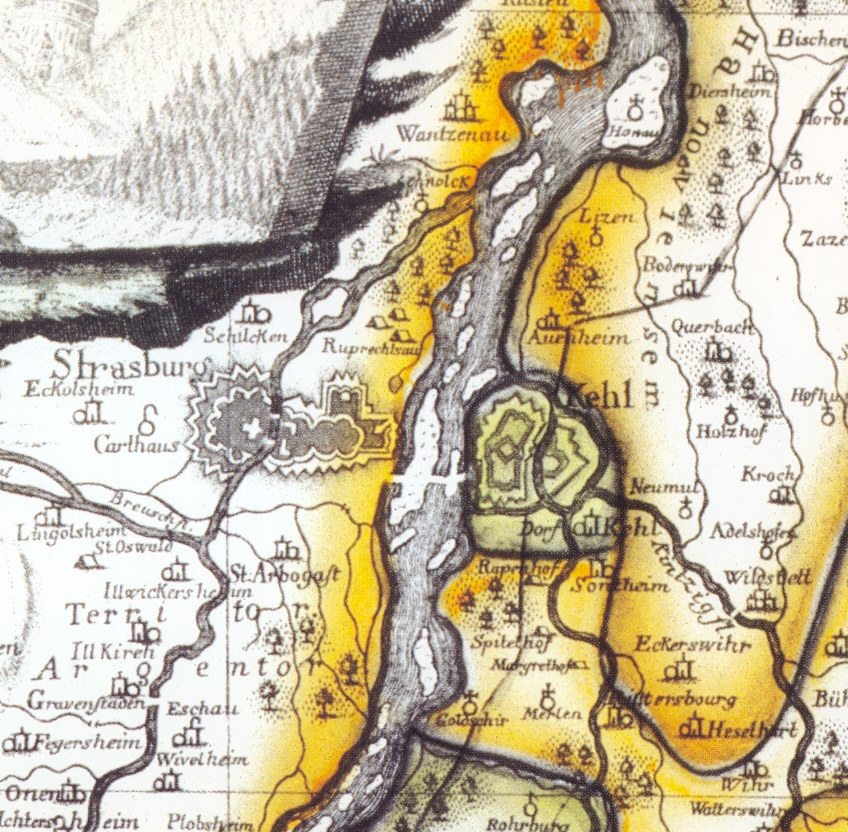
Festung Kehl 1788

Die Festung Kehl war am 18. August 1796 wieder von französischen Truppen eingenommen worden, da der österreichische Feldmarschall-Leutnant Petrasch den am 17. August eroberten französischen Brückenkopf mit seinen undisziplinierten Truppen nicht halten konnte – man hatte vergessen, die Schiffsbrücke nach Straßburg zu zerstören. Dieser Fehler sollte noch einen hohen Blutzoll fordern.
Nach der Schlacht bei Schliengen zog der Erzherzog mit seiner Hauptmacht vor Kehl, wo er am 3. November eintraf. Da der französische General Desaix inzwischen den Brückenkopf bedeutend verstärkt hatte und seine Truppen von der Festung in Straßburg versorgt und laufend abgelöst wurden, mussten die Österreicher zunächst umfangreiche Belagerungswerke aufbauen – die Leitung war Latour übertragen. Am 22. November machte Desaix einen großangelegten Ausfall und konnte zunächst einige Schanzen der Österreicher stürmen. Letztlich wurde er jedoch zurückgeschlagen und musste starke Verluste hinnehmen. Die Österreicher konnten am 28. November und am 5. und 20. Dezember jeweils Teile des Brückenkopfs erobern. Vom 1. bis 6. Januar 1797 bezwangen sie alle Vorwerke und konnten nun die beiden Rheinbrücken mit ihren Geschützen beschießen. Damit war die Verbindung mit Straßburg unterbrochen und Desaix konnte den Fall von Kehl nicht mehr verhindern; vom 9. Januar bis 10. Januar zogen seine Truppen ab und nahmen alle Geschütze und das Kriegsmaterial mit.

### Belagerung und Einnahme des Hüninger Brückenkopfes

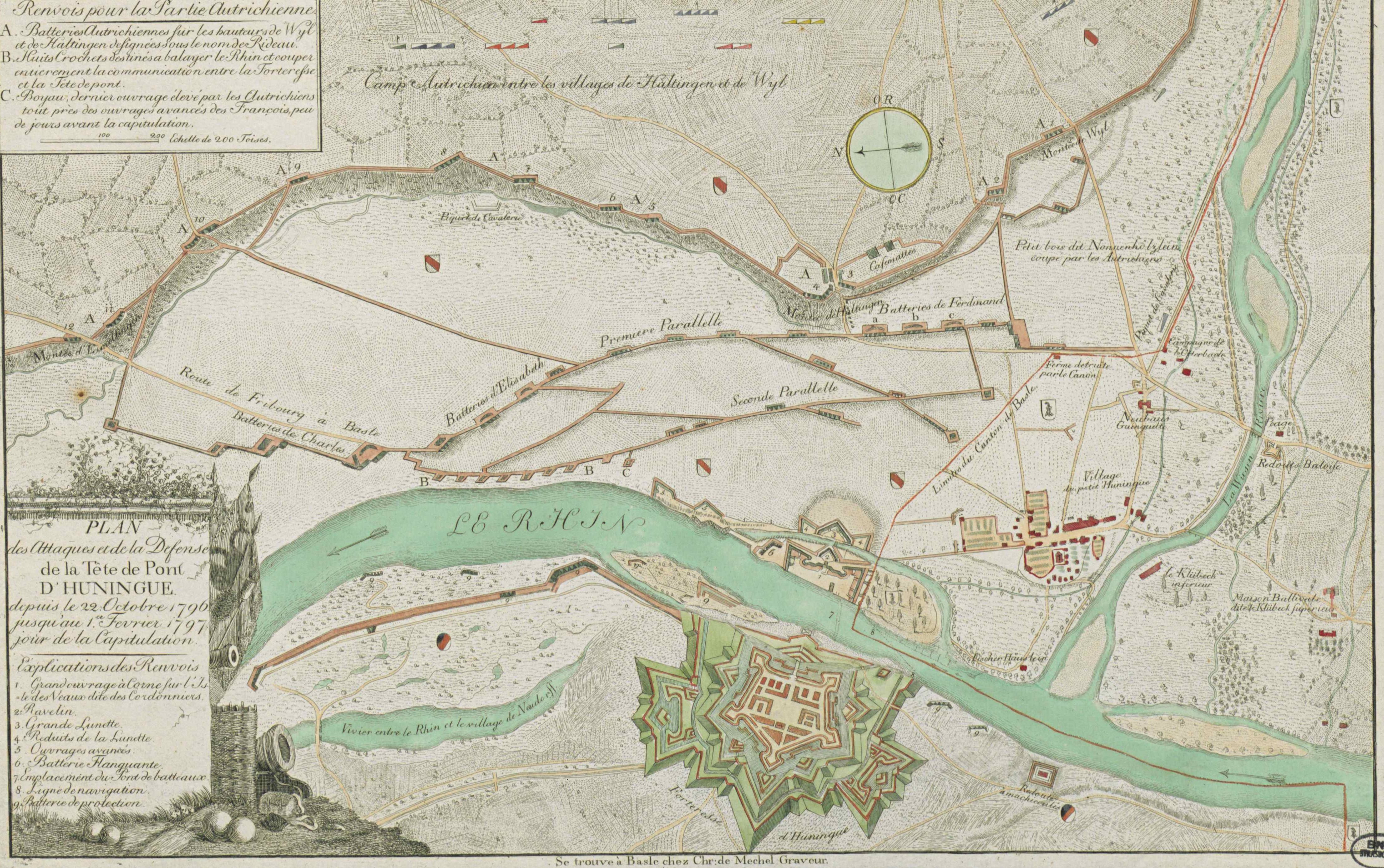
Brückenkopf Hüningen 1796/97

Sogleich nach der Schlacht bei Schliengen erhielt Karl Aloys zu Fürstenberg den Befehl, den französischen Brückenkopf bei Hüningen einzunehmen, um so den für das kommende Jahr wieder erwarteten Rheinübertritt der französischen Armee zu erschweren.
Nach umfangreichen Vorarbeiten an Belagerungswerken und langen Artillerieduellen versuchten Fürstenbergs Truppen am 30. November 1796 einen ersten Sturm auf den Brückenkopf, der letztlich jedoch blutig zurückgeschlagen wurde. Der französische Kommandant der Festung Hüningen, General Abbatucci wurde bei den Kämpfen tödlich verwundet. Im Laufe der Kämpfe verletzten österreichische Truppen die schweizerische Neutralität. Nach der Einnahme des französischen Brückenkopfs bei Kehl am 10. Januar 1797 verlegten die österreichischen Truppen ihre schweren Belagerungskanonen vor Hüningen. Nach weiteren schweren Kämpfen kapitulierte der französische General Dufour am 1. Februar 1797 und übergab den Brückenkopf, der dann geschleift wurde. Obgleich zuverlässige Angaben fehlen, deuten die Schilderungen darauf hin, dass die Kämpfe um den Brückenkopf für beide Seiten verlustreicher waren, als die Schlacht bei Schliengen.